# Ave Maria (film, 1918)
Pour les articles homonymes, voir Ave Maria.
Pour plus de détails, voir Fiche technique et Distribution.
Ave Maria est un film britannique réalisé par Wilfred Noy, sorti en 1918.

## Fiche technique
- Titre : Ave Maria
- Réalisation : Wilfred Noy
- Scénario : Reuben Gillmer
- Production : Clarendon
- Pays d'origine :  Royaume-Uni
- Format : noir et blanc - 1,33:1 - film muet - 35 mm
- Genre : drame
- Date de sortie :

## Distribution
- Concordia Merrill : Margaret
- Rita Jonson : Helen Grey
- Roy Travers : Jim Masters
- H. Manning Haynes : Jack Haviland
- A.B. Imeson : Guy Fernandez
- Sydney Lewis Ransome : Providence
- William Lugg : Sir John Haviland